# 1870 في كندا
فيما يلي قوائم الأحداث التي وقعت خلال عام 1870 في كندا.

## سياسة

### تعيين في المنصب
- 1 يناير – جون فيليبس عضو الجمعية التشريعية لنيو برونزويك ‏.
- 1 يناير – روبرت روبنسون عضو الجمعية التشريعية لنيو برونزويك ‏.
- 9 مارس – لويس رئيل member of the Legislative Assembly of Assiniboia ‏.
- 27 ديسمبر – ألفرد بويد member of the Legislative Assembly of Manitoba ‏.
- 27 ديسمبر – هنري جوزيف كلارك member of the Legislative Assembly of Manitoba ‏.

### انتهاء فترة المنصب
- 24 يونيو – لويس رئيل member of the Legislative Assembly of Assiniboia ‏.

## مواليد

### يناير
- 1 يناير – هاري بيرس مؤرخ كندي.
- 6 يناير – نت باتلر درّاج طريق من الولايات المتحدة الأمريكية.
- 12 يناير – سيدني سيسيل روبنسون سياسي كندي.
- 14 يناير – جوزيف سانت دينيس سياسي كندي.

### فبراير
- 8 فبراير – نيكولاس ماكليود

### مارس
- 5 مارس – فرنسيس هوغو سياسي أمريكي.
- 18 مارس – أغنيس باكستر رياضياتية كندية.
- 18 مارس – جون جي. لاك مبشّر كندي.
- 29 مارس – جورج لوك أمين مكتبة كندي.

### أبريل
- 15 أبريل – مينا بنسون هوبارد مستكشفة كندية.
- 17 أبريل – جورج أرمسترونغ سياسي كندي.
- 17 أبريل – والتر دارسي ريان مهندس من الولايات المتحدة الأمريكية.

### مايو
- 9 مايو – روبرت هاتشسون لاعب رماية كندي.
- 15 مايو – دونكان روس سياسي كندي.
- 19 مايو – كلارك دبليو. ماكدونل سياسي أمريكي.

### يونيو
- 3 يونيو – صموئيل ألين كارسون سياسي كندي.
- 9 يونيو – آرثر إدوارد روس سياسي كندي.
- 18 يونيو – هوارد فيرغسون سياسي كندي.
- 25 يونيو – جورج ديفيدسون غرانت سياسي كندي.

### يوليو
- 3 يوليو – ريتشارد بينيت رئيس وزراء كندا.
- 29 يوليو – جورج ديكسون ملاكم كندي.

### أغسطس
- 11 أغسطس – والتر بومان لاعب كرة قدم كندي.
- 28 أغسطس – بيوس ميشو سياسي كندي.

### سبتمبر
- 6 سبتمبر – ويستون برايس
- 7 سبتمبر – جيمي تومبكينز قس كندي.

### أكتوبر
- 11 أكتوبر – إي. دبليو. ميلفيل سياسي كندي.
- 22 أكتوبر – كاميلي روي
- 27 أكتوبر – جون توماس سيمبسون سياسي كندي.

### نوفمبر
- 10 نوفمبر – هارلان كاري بروستر سياسي كندي.
- 17 نوفمبر – جان بريفوست سياسي كندي.
- 21 نوفمبر – لويز دافيلد كامينغز رياضياتية من الولايات المتحدة الأمريكية.

## وفيات

### أبريل
- 30 أبريل – توماس كوك (مواليد 1792) قس كندي.

### سبتمبر
- 25 سبتمبر – جون جوزيف مارشال (مواليد 1807) سياسي كندي.
- 29 سبتمبر – ويليام موراي كالدويل (مواليد 1832) سياسي كندي.